# 짧은뼈
짧은뼈(영어: short bone) 또는 단골(한국 한자: 短骨)은 길이, 폭, 두께가 거의 동일한 뼈로 지정된다. 발목뼈나 손목뼈가 이에 해당한다. 짧은뼈는 긴뼈, 납작뼈, 불규칙뼈, 종자뼈와 함께 5가지 유형 중 하나이다. 대부분의 짧은뼈는 다양하고 복잡한 형태학적 특징을 나타내기 때문에 모양에 따라 이름이 지정된다(입방뼈, 반달뼈, 큰마름뼈 등이 될 수 있음).